# Kortstaarthoningzuiger
De kortstaarthoningzuiger (Anthreptes seimundi; synoniem: Nectarinia seimundi) is een zangvogel uit de familie Nectariniidae (honingzuigers).

## Verspreiding en leefgebied
Deze soort telt 3 ondersoorten:
- A. s. kruensis: van Guinee en Sierra Leone tot Togo.
- A. s. seimundi: Bioko.
- A. s. minor: van Nigeria tot zuidelijk Soedan, Oeganda, noordwestelijk Tanzania en Angola.